# Митрополит београдски Теодосије
Митрополит Теодосије (световно Теодор Мраовић; Баја, 27. фебруар 1815 — Београд, 30. јануар 1891) је био београдски митрополит од 1883. до 1889.

## Животопис

### Живот пре устоличења
Теодосије је рођен у Баји 30. јануара 1815, на празник Света три јерарха и крштен је на Сретење као Теодор, од оца Петра и мајке Персиде Мраовић. Гимназију је завршио у Баји, филозофију у Печују, права у Пешти, а богословију у Сремским Карловцима. Као свршени богослов стигао је у Кнежевину Србију на позив митрополита Петра Јовановића. Нови српски митрополит тражио је карловачког митрополита да му пошаље неколико учених и способних младих људи, да му помогну око нове организације српске цркве у Кнежевини. Сву четворицу богослова замонашио је митрополит Петар по доласку у Србију. У чин ђакона и презвитера рукополежен је 1841. године у Београду, а у чин архимандрита произведен је, према епископу шумадијском Сави, 1860. године. У Београду је као професор Богословије провео цео радни век - 31 годину. Теодосије је деценијама поред запоседнуте професорске катедре на богословији, био и катихета на лицеју и гимназији, те члан конзисторије.

### Устоличење
После одласка митрополита Михајла из земље, Београдском митрополијом је од 18. октобра 1881. године па све до априла 1883. године управљао као администратор бивши епископ шабачки и неготински Мојсије. Као администратор био је самовољан и чинио је, кало пише Чедомир Марјановић у својој „Историји српске цркве“, бројне канонске грешке. Кад је вршен избор за новог митрополита, а сазнавши да ће кандидат за новог митрополита бити архимандрит Теодосије Мраовић, а не он, одбио је да присуствује изборном сабору па је указом од 6. априла 1883. године био разрешен дужности.
За новога митрополита изабран је 23. марта 1883. године Теодосије Мраовић, професор богословије у пензији. За архиепископа београдског и митрополита српског рукоположен је у Карловцима 27. марта 1883. године од стране карловачког патријарха Германа Анђелића.

### После устоличења
Време у коме је митрополит Тодосије управљао црквом било је обележено низом криза; од велике Тимочке буне радикала 1883. године, Српско-бугарског рата 1885. године, спровођење новог Устава Србије из 1888. године, развод брака Краља Милана и Краљице Наталије, и на крају, до драматичне абдикације краља Милана. У време напредњачке управе Србијом, када је црквом управљао Теодосије, како истиче Марјановић, „развио се атеизам који је ширио Васа Пелагић код простијег света, и кабинетски научници код интелигенције“, па је, како би ојачао образовање свештенства, донет 31. октобра 1886. године нов закон о богословији. За ректора Београдске богословије тада је постављен један од најобразованијих богослова 19. века архимандрит Никодим Милаш.
Митрополит Теодосије је био, како пише епископ Сава, „сјајан зналац српског народног појања“ и оснивач „фонда за неговање црквеног појања“. Носио је, како пише Слободан Јовановић, „на малом телу велику дугачку главу с јаким кукастим црвеним носом; корачао је у цркви с театралним достојанством и задржао је и у старим годинама нешто од оног лепог појања којим се у младости одликовао. Али, ван црквених свечаности, то је био безначајан човек, који је свој положај сматрао за синекуру; „жене, песме, и вино“, а уз то и карте, били су главна ствар његовог живота“. Укратко, Теодосије, је „личио на оне пречанске калуђере на које се Доситије био окомио“. А заправо, према Грујићу, Теодосије је у свом времену био чувен по лепом, пријатном и чистом гласу и „вештини у појењу“ и по томе што је основао фонд од 50.000 динара за неговање црквене песме и музике. Фондом је управљло певачко друштво „Корнелије Станковић“. Био је и један од чланова утемељача Српског археолошког друштва 1883. године.
Када је краљ Милан абдицирао 22. фебруара 1889. године у корист свога малолетног сина краља Александра Обреновића и када је аустрофилска напредњачка странка уступила место русофилској либералној и радикалној странци дотадашња „јерархија“ је поднела оставку и дозволила Михајлу да се врати у земљу и преузме положај митрополита.

### Крај живота
Архиепископ београдски и митрополит Србије Теодосије умро је након кратког боловања у Београду 27. фебруара 1891. године. Сахрањен је са великим почастима у старој Марковој цркви у Београду.
Додељен му је Краљевски орден Белог орла и Орден Светог Саве.